# Regan Harrison
Regan Harrison (n. 25 noiembrie 1977, Brisbane, Queensland, Australia) este un înotător ce a reprezentat Australia, medaliat olimpic. A participat la 2 ediții ale Jocurilor Olimpice (2000, 2004) în care a câștigat două medalii de argint.